# Clubiona pteronetoides
Clubiona pteronetoides là một loài nhện trong họ Clubionidae. Loài này được phát hiện ở Thái Lan.